# Révolte de Bobâlna
La révolte de Bobâlna (en roumain : răscoala de la Bobâlna) ou révolte paysanne de Transylvanie (en hongrois : Erdélyi parasztfelkelés) est un mouvement social qui a éclaté en avril 1437 au sein de la principauté de Transylvanie. Il s'est terminé en février 1438.

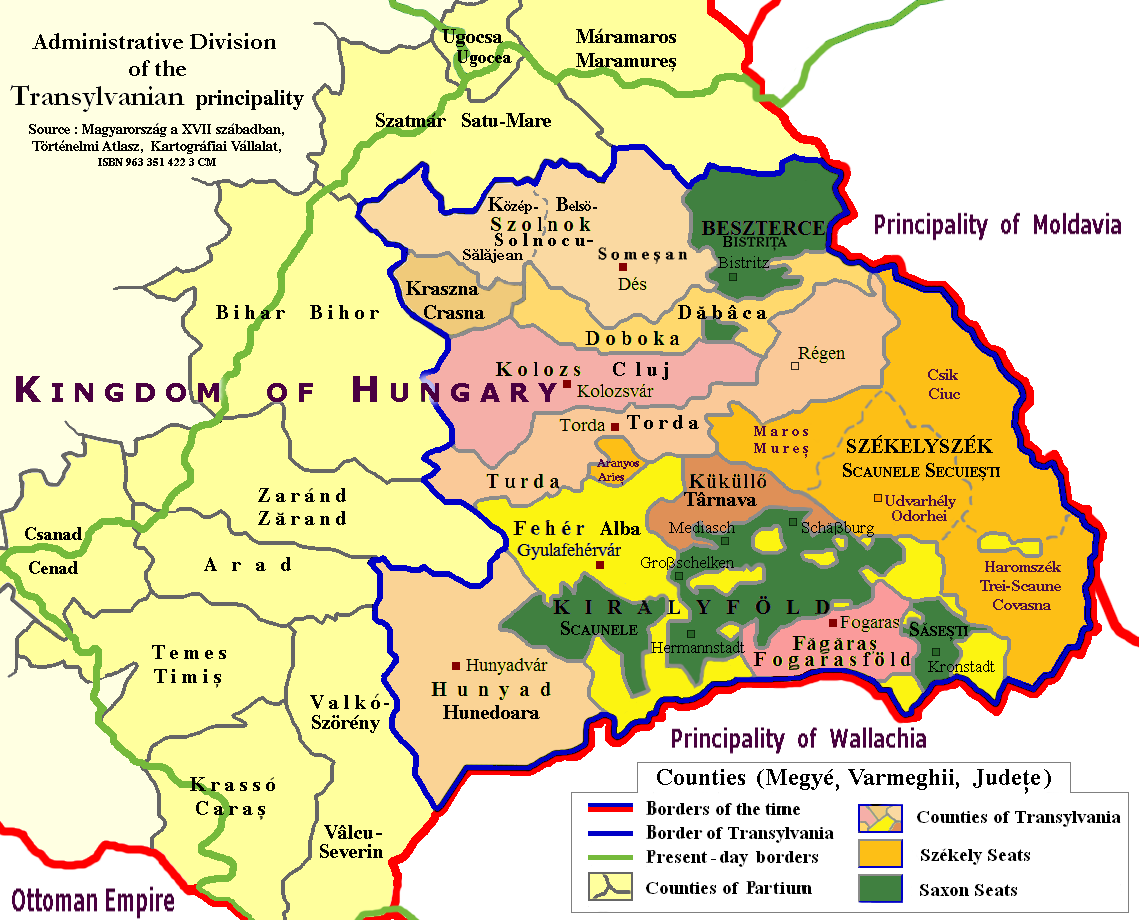
La Transylvanie médiévale à l'époque de la révolte de Bobâlna et jusqu'en 1711.

Orthodoxes, les paysans valaques, mais aussi des magyars sous l’influence des Hussites, se révoltent contre l’Église catholique et contre les nobles, sous la conduite d’Antal Budai Nagy (en). Appuyés par la bourgeoisie urbaine et la petite noblesse, ils reprochent à l’Église catholique, dont le prestige est entamé par le Grand Schisme d'Occident (1378-1417) sa corruption, ses richesses (elle possède 12 % du territoire transylvain) et ses privilèges (elle perçoit la dîme y compris sur les joupanats valaques qui eux, sont orthodoxes). La révolte fut déclenchée par la décision de l’évêché catholique de Gyulafehérvar/Alba Iulia, d’employer des hommes d’armes pour collecter des dîmes impayées. Vainqueurs à Bobâlna en juin 1437, les révoltés obtiennent d’importantes concessions.
Mais la noblesse, avec l’aide du voïvode transylvain Jean Zápolya, engage des armées de mercenaires et convoque les représentants des Saxons et de Szeklers le 16 septembre à Căpâlna en les sommant de choisir leur camp. Une « Union fraternelle », appelée l’« Union des Trois Nations » (Hongrois, Sicules et Saxons) est alors proclamée, mais tous les délégués n’y adhèrent pas : la guerre se poursuit, et la ville de Klausenburg/Cluj, qui a pris parti pour les révoltés, est prise d’assaut en 1438. Les chefs de la révolte sont mis à mort, et les Valaques, qui formaient jusqu’alors l’un des états (« nations ») du voïvodat transylvain (Universitas valachorum) perdent leurs droits et sont ravalés au rang de serfs dans le nouveau statut de la Principauté, calqué sur l’« Union des trois nations ».